# Saccharomycopsis phaeospora
Saccharomycopsis phaeospora är en svampart som först beskrevs av Karel Bernard Boedijn, och fick sitt nu gällande namn av Arx 1977. Saccharomycopsis phaeospora ingår i släktet Saccharomycopsis och familjen Saccharomycopsidaceae.   Inga underarter finns listade i Catalogue of Life.